# Hum, hum från Humlegårn
Hum, hum från Humlegårn är en sång på svenska. Den skrevs och spelades ursprungligen in av Ragnar Borgedahl 1974, på albumet Hum hum från Humlegårn.
Lars Winnerbäck och Hovet spelade in en cover av sången som släpptes på singel 14 juli 2003. Deras version gick den 17 augusti 2003 in på Svensktoppen, där den kom på åttonde plats första veckan. Sången låg på Svensktoppen i 25 veckor fram till 1 februari 2004, innan den slogs ut. 5 juli 2024 släpptes covern i digitalt format inför Winnerbäcks sommarturné.

## Listplaceringar

### Lars Winnerbäck & Hovet
| Lista (2003-2004) | Topplacering |
| ----------------- | ------------ |
| Sverige           | 4            |

## Låten i filmer
"Hum, hum från Humlegårn" användes i filmen Håkan Bråkan & Josef (2004).